# Gare de Rekola
La gare de Rekola (en finnois : Rekolan rautatieasema, en suédois : Räckhals järnvägsstation) est une gare ferroviaire du transport ferroviaire de la banlieue d'Helsinki située dans le quartier de Rekola à Vantaa en Finlande.
Elle est à proximité de l'hôpital de Peijas.

## Situation ferroviaire
La gare de Rekola est entre la gare de Korso et la gare de Koivukylä, à environ 20 kilomètres de la gare centrale d'Helsinki.

## Service des voyageurs
La gare de Rekola est desservie par les trains de banlieue K, N et T.
La gare est desservie par les lignes de bus 587, 631, 633N, 735, 739, 973L.